# Estany Negre de Peguera
L' Estany Negre de Peguera, llac Negre o embassament Negre és un llac situat a la capçalera de la vall de Peguera dins el municipi d'Espot al Parc Nacional d'Aigüestortes i Estany de Sant Maurici. El llac, d'origen glacial, es troba a 2 337 metres d'altitud. Es elevat per la presa, que li atorga una capacitat total d'embassament de 11,90 hectòmetres cúbics i 6,60 hectòmetres cúbics de capacitat útil. Drena cap a l'estany immediat de Tort de Peguera. Amb 70 metres és el mes profund del parc i la seva superfície ocupa 31,40 hectàrees.
De forma circular, l'estany es arraconat al capdamunt de la seva coma, entre el Tuc de Saburó (O), el Pic de la Mainera (S-O), el Pic de Sudorn (E) i el serrat que el separa de l'estany Tort de Peguera (N).
Per les ribes de l' Estany Negre de Peguera passa el GR 11 coincidint amb l'etapa de la travessa Carros de Foc que arriba al refugi Josep Maria Blanc.

## Infraestructures hidroelèctriques
L'estany està represat per augmentar la seva capacitat d'embassament. Una canalització soterrada construïda per Hidroelèctrica de Catalunya traspassa aigua cap el proper estany Tort de Peguera, amb l'objectiu final de traspassar aigua de la conca del Peguera per alimentar la Central hidroelèctrica de Sant Maurici.
En el projecte inicial no es volia construir una presa a l'estany Negre; es volia foradar un túnel a la base de l'estany per tal de derivar l'aigua cap l'estany Trullo i l'estany Tort de Peguera. Es va anar perforant la roca fins que al final va sortir un gran burs d'aigua, fet indicatiu que s'estava prop de la base de l'estany. Es va fer un mur de formigó, i es va posar una càrrega de dinamita per “calar” l'estany i obrir el túnel que havia de comunicar els dos estanys. L'explosió, més que obrir el forat, el va taponar. A partir d'aquesta circumstància es va decidir de fer el forat del túnel més amunt, buscant la roca massissa. Amb aquesta decisió si bé es perdia un volum gran d'aigua aprofitable, es permetia aprofitar l'estany malgrat el fracàs del túnel dirigit a la base.